# Glenorchy (Nieuw-Zeeland)
Glenorchy is een plaats op het Zuidereiland van Nieuw-Zeeland. Het ligt aan de kop van het Wakatipumeer, op circa 45 km van Queenstown. De plaats ligt in de schaduw van besneeuwde bergtoppen met namen als Mount Chaos en Mount Head, die steil opstijgen boven de valleien van de rivieren de Dart en de Rees. De plaats is een doorgangsplaats voor trekkers. Van hier gaan ze de valleien in, die deel uitmaken van het Nationaal park Mount Aspiring.